# Alan Grieco
Alan Grieco (* 7. Mai 1946 in Lyndhurst (New Jersey)) ist ein ehemaliger US-amerikanischer Radrennfahrer.

## Sportliche Laufbahn
Grieco war im Bahnradsport und im Straßenradsport aktiv. Er war Teilnehmer der Olympischen Sommerspiele 1964 in Tokio. Er startete im Sprint und unterlag im Vorlauf gegen Ivan Kučírek.
1961 und 1962 gewann er den nationalen Straßentitel der Junioren.